# Climatério

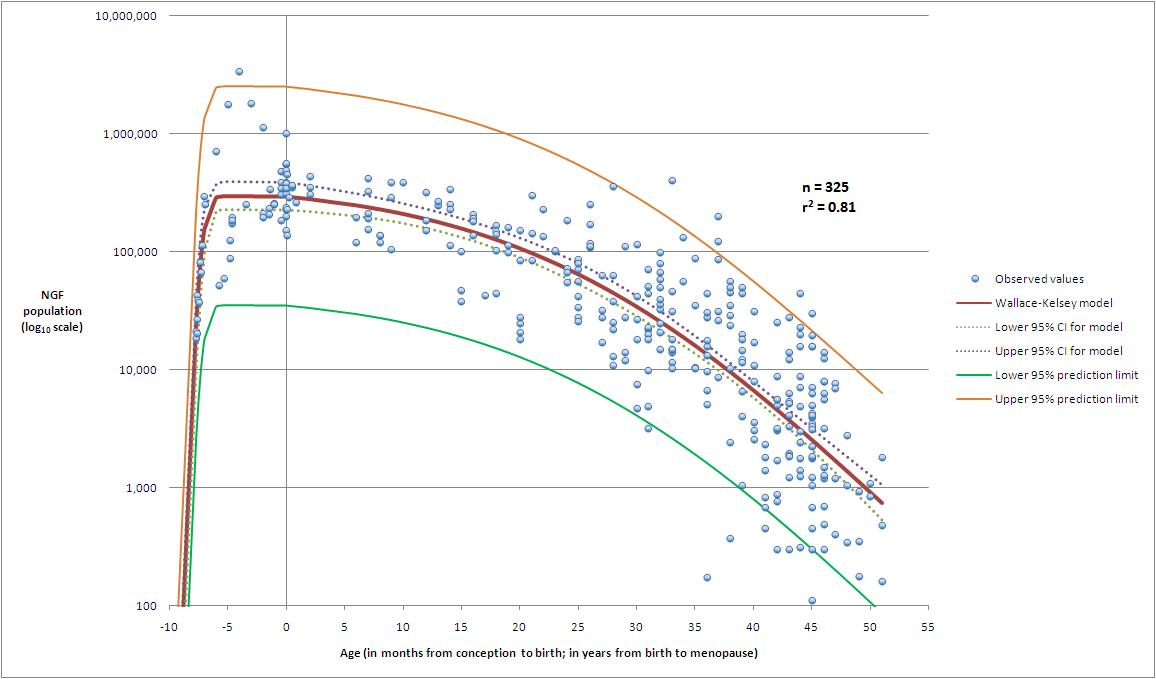
O modelo de estabelecimento e declínio da população de folículos primordiais humanos desde a concepção até a menopausa, que melhor se ajusta aos dados de 325 ovários de idades variadas.

O climatério é o nome científico que descreve a transição fisiológica do período reprodutivo para o não reprodutivo na mulher. O período do climatério abrange a menopausa, que ocorre com a última menstruação espontânea.

## Fases
- Pré-menopausa (dos 35 aos 48 anos)
- Perimenopausa (dos 45 aos 50 anos)
- Menopausa (por volta dos 48 anos)
- Pós-menopausa (dos 48 aos 65 anos)[2][3]